# تمريض الفضاء

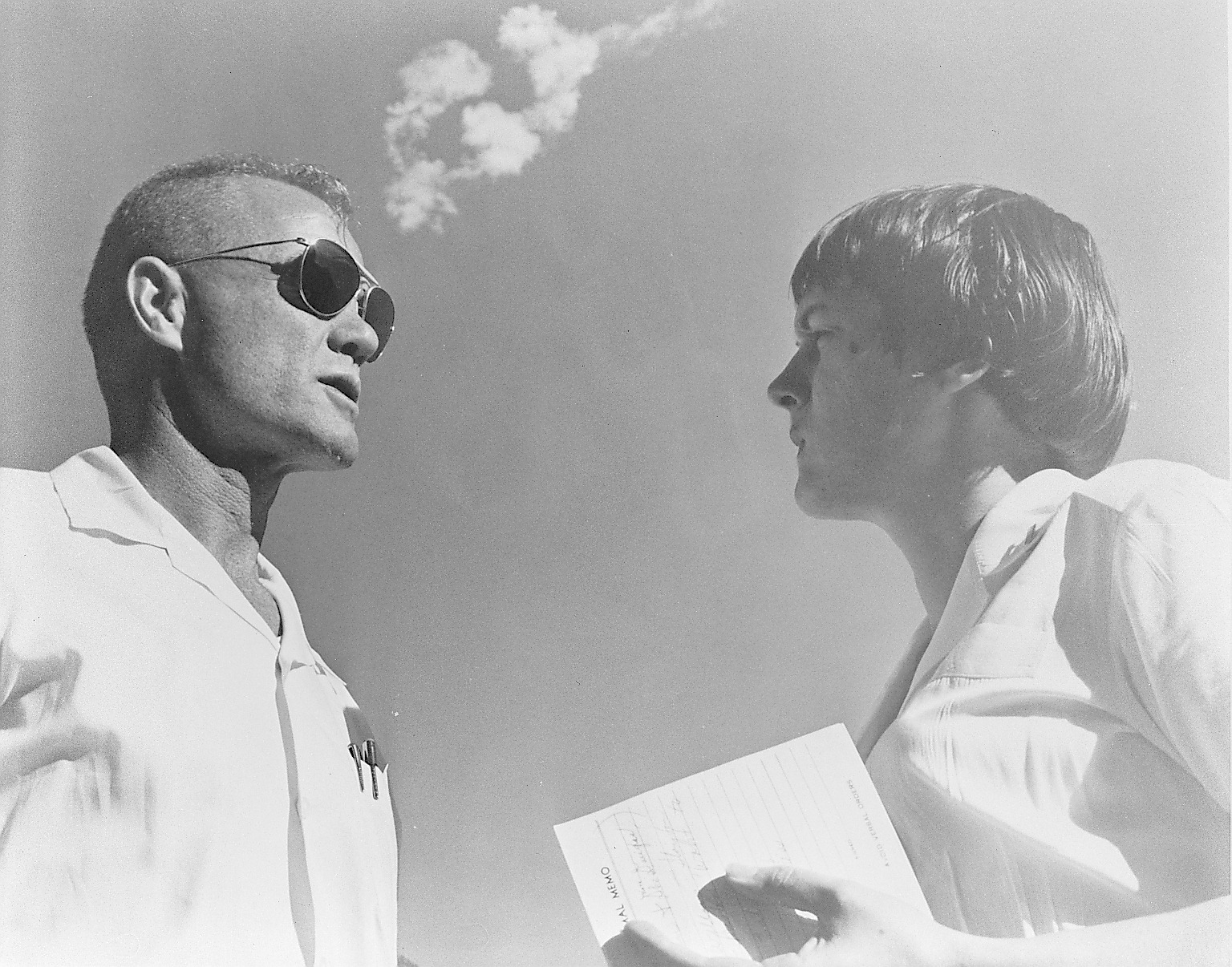
لقاء يجمع الممرضة دي أوهارا مع رائد الفضاء جون غلين.

تمريض الفضاء هو تخصص التمريض الذي يدرس كيفية تأثير السفر في الفضاء على أنماط الاستجابة البشرية. على غرار طب الفضاء، يساهم التخصص أيضًا في المعرفة حول الرعاية التمريضية للمرضى الموجودين في الأرض.

## تاريخ
في عشرينيات القرن الماضي منذ بداية الطيران التجاري، أصبح التمريض جزءًا من الطيران. في عام 1958، وقع الرئيس الأمريكي دوايت أيزنهاور قانون الطيران والفضاء الوطني لتشكيل ناسا. جزء من هذا العمل كان لتوظيف التمريض للعمل بشكل وثيق مع الفرق الطبية لتحديد مدى ملاءمة رواد الفضاء لاستكشاف الفضاء. ساعد التمريض في مراقبة آثار رحلات الفضاء على رواد الفضاء عند عودتهم من البعثات.
كانتا الملازم دي أوهارا والملازم شيرلي سينيث أول ممرضتين تم تعيينهم للعمل مع رواد الفضاء السبعة الأوائل في مشروع ميركوري. كانت أوهارا ممرضة الموظفين الرسمي لرواد الفضاء. كان يجرى لهم قبل كل عملية إقلاع اختبارات ما قبل الرحلة بما في ذلك الطول، الوزن، درجة الحرارة وقياس ضغط الدم. وكان رواد الفضاء لا يوافقون على السماح لأي شخص آخر غير أوهارا بسحب عينات الدم لهم قبل الإقلاع. كما عملوا على تطوير مستلزمات الطوارئ لرواد الفضاء. كان على هؤلاء الممرضيين التأكد من قدرة رواد الفضاء على إدارة الإصابات، والتخطيط للسيطرة على الكوارث، وتقديم الإسعافات الأولية في حالة الطوارئ. وكما تم تعيين الملازم شيرلي سينيث كممرض جراحي في فريق الشفاء.
في عام 1962، أعلنت ناسا عن برنامج تمريض الفضاء الذي تطلب من المتقدمين الحصول على درجة البكالوريوس في التمريض.
في عام 1991، أسست ليندا بلوش جمعية التمريض الفضائية بمساعدة الممرضة مارثا روجرز، وهي قائمة على نظرية روجرز، علم البشر الوحدوي.